# Miguel Alemán
Miguel Alemán là một đô thị thuộc bang Tamaulipas, México. Năm 2005, dân số của đô thị này là 24020 người.